# Lê Anh Tú

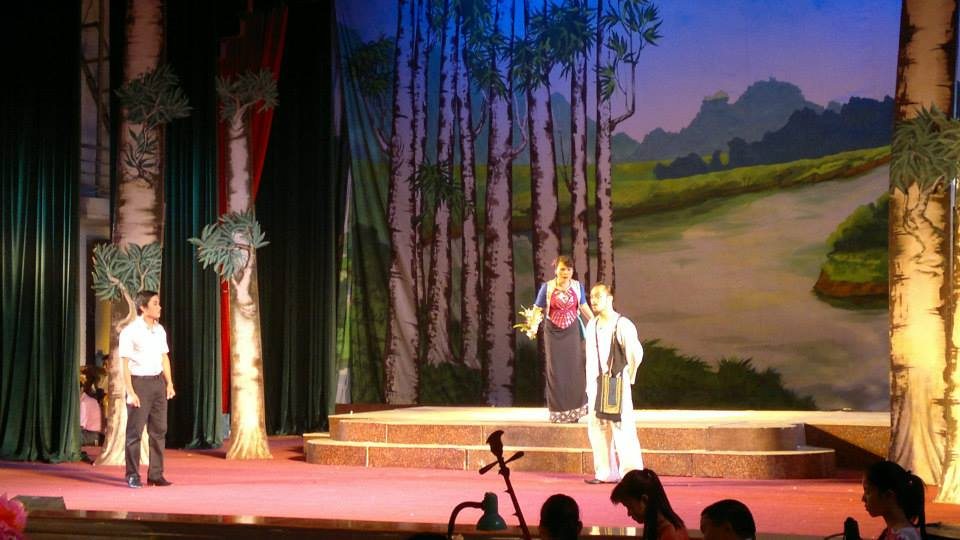
Lê Anh Tú - vai Thọ trong vở chèo "Tiếng hát đại ngàn" của Nhà hát Chèo Ninh Bình

Lê Anh Tú (hay NSƯT Anh Tú, sinh năm 1985, tại Ninh Bình) là một diễn viên chèo thuộc biên chế nhà hát Chèo Ninh Bình. NSƯT Anh Tú là một trong những gương mặt nghệ sĩ tiêu biểu của chèo Ninh Bình, Anh đã giành nhiều huy chương vàng, huy chương bạc và giải triển vọng tại các cuộc thi nghệ thuật sân khấu chèo chuyên nghiệp cũng như phong trào văn hóa nghệ thuật quần chúng.

## Tiểu sử
Nghệ sĩ chèo Lê Anh Tú, sinh năm 1985 tại xã Yên Lâm, Yên Mô, Ninh Bình. Sinh ra  từ cái nôi chèo Yên Mô, Ninh Bình - nơi có các nghệ sĩ nổi danh làng chèo Việt Nam như: NSND Thúy Ngần, NSND Mai Thủy, NSƯT Thảo Quyên, Nghệ nhân - NSƯT Hà Thị Cầu, Vũ Văn Phó, Vũ Xuân Năng,...
Năm 2005, Lê Anh Tú tròn 20 tuổi thì được tuyển chọn vào học khóa 1 tại Nhà hát Chèo Ninh Bình. Từ đó, NSƯT Anh Tú đã và đang gắn bó với nhà hát Chèo Ninh Bình và trở thành kép chính, người chuyên đóng vai Vua Đinh Tiên Hoàng - danh nhân tiêu biểu của Ninh Bình thay thế cho NSND Quang Thập.

## Sự nghiệp
Năng khiếu nghệ thuật của Anh Tú được bộc lộ khá sớm. Từ nhỏ đã hoạt động say sưa trong đội văn nghệ của lớp, của trường, nhiều lần đi dự hội thi, hội diễn của huyện, của tỉnh do ngành Giáo dục - Đào tạo tổ chức đều đạt giải cao. Lê Anh Tú đã thi tuyển vào lớp đào tạo sân khấu chèo thuộc Nhà hát Chèo Ninh Bình, khoá học 2005-2008. Sau khi ra trường, vào cuối năm 2008, Anh Tú được tuyển vào đoàn chèo 2 - Nhà hát Chèo Ninh Bình và được tham gia Hội diễn sân khấu chèo chuyên nghiệp tổ chức tại Quảng Ninh năm 2009. Vở diễn "Linh khí Hoa Lư" của Nhà hát Chèo Ninh Bình năm đó đã xuất sắc về nhất và giành Huy chương Vàng.
Năm 2013, Tại cuộc thi tài năng trẻ đạo diễn sân khấu được tổ chức tại Thành phố Hồ Chí Minh, Anh Tú được chọn tham gia vở chèo "Tấm áo bào hoàng đế" của Nhà hát chèo Ninh Bình. Vở diễn đã về nhất và là vở chèo duy nhất trong số 22 tác phẩm dự thi; đạo diễn, NSND Quang Thập là một trong hai đạo diễn trẻ tài năng được hội thi tặng Huy chương vàng.
Năm 2016, sau cuộc thi Nghệ thuật sân khấu Chèo diễn ra tại Nhà hát Chèo Ninh Bình, với việc dành thêm 1 huy chương bạc.
Năm 2022, Nghệ sĩ Anh Tú đã được đề nghị xét tặng là Nghệ sĩ ưu tú lĩnh vực nghệ thuật sân khấu chèo. Ngày 10/10/2023, Lê Anh Tú cùng với 2 nghệ sĩ Bá Toản và Đỗ Thị Lý thuộc Nhà hát Chèo Ninh Bình chính thức có mặt trong danh sách nghệ sĩ ưu tú.

## Thành tích
Thành tích cá nhân
- Huy chương vàng cuộc thi Nghệ thuật Sân khấu chèo chuyên nghiệp toàn quốc 2013 tại Hải Phòng.[5]
- Huy chương bạc cuộc thi Nghệ thuật Sân khấu chèo chuyên nghiệp toàn quốc 2016 tại Ninh Bình.
- Huy chương bạc hội diễn văn nghệ quần chúng năm 2014 tại Hải Phòng.
- Giải diễn viên triển vọng tại cuộc thi tài năng trẻ diễn viên sân khấu chèo chuyên nghiệp toàn quốc 2014 tại Ninh Bình với vai diễn Lưu Bình trong vở "Lưu Bình Dương Lễ".[6][7]

Thành tích tập thể
- Năm 2009, Tại Hội diễn sân khấu Chèo chuyên nghiệp toàn quốc - 2009 diễn ra ở Quảng Ninh[8] Nhà hát Chèo Ninh Bình giành Huy chương vàng vở diễn "Linh Khí Hoa Lư".
- Năm 2013, Tại cuộc thi tài năng trẻ đạo diễn sân khấu được tổ chức tại Thành phố Hồ Chí Minh, vở chèo "Tấm áo bào hoàng đế" của Nhà hát Chèo Ninh Bình đã về nhất và là vở chèo duy nhất trong số 22 tác phẩm dự thi; đạo diễn, NSƯT Nguyễn Quang Thập là một trong hai đạo diễn trẻ tài năng được hội thi tặng Huy chương vàng.[9]
- Năm 2013, Tại cuộc thi Nghệ thuật Sân khấu chèo chuyên nghiệp toàn quốc 2013 diễn ra ở Hải Phòng[5] Nhà hát Chèo Ninh Bình giành Huy chương bạc vở diễn "Tiếng hát đại ngàn".[10]
- Năm 2014, Tại Cuộc thi tài năng trẻ diễn viên sân khấu Chèo chuyên nghiệp toàn quốc - 2014 Nhà hát Chèo Ninh Bình giành 2/6 Huy chương vàng; 2/11 Huy chương bạc.[11] Cùng với Nhà hát Chèo Việt Nam là 2 đơn vị về nhất theo thành tích huy chương với 2 HCV và 2 HCB.
- Năm 2016, Tại Cuộc thi Nghệ thuật sân khấu Chèo chuyên nghiệp toàn quốc năm 2016, Nhà hát Chèo Ninh Bình giành huy chương bạc vở "Lưu Bình trả nghĩa"; dành 3 huy chương vàng; 6 huy chương bạc cá nhân.[12]